# Edwin Cheel
Edwin Cheel est un botaniste britannique, né le 14 janvier 1872 à Chartham dans le Kent et mort le 19 septembre 1951 à Sydney.
Il fait des études de foresterie et d’horticulture. Il s’installe en Australie où il travaille d’abord dans des jardins privés avant de travailler pour le jardin botanique de Sydney. Il est d’abord gardien au département des champignons et des lichens de 1899 à 1908, puis assistant-botaniste de 1908 à 1924, conservateur de 1924 à 1936, botaniste d’État de 1933 à 1936. Il préside la Linnean Society New South Wales en 1930 et la Royal Society New South Wales en 1931.

## Source
- Ray Desmond (1994). Dictionary of British and Irish Botanists and Horticulturists including Plant Collectors, Flower Painters and Garden Designers. Taylor & Francis and The Natural History Museum (Londres).